# Helium Vola
Helium Vola – niemiecka grupa muzyczna grająca Darkwave lub "Electro-Medieval". 
Stworzona w 2001 roku przez Ernsta Horna, udzielającego się również w zespole Deine Lakaien. Swego głosu, w większościach utworów, użycza m.in. Sabine Lutzenberger.
Grupa wykonuje piosenki w języku łacińskim, średniowiecznym niemieckim a także piosenki w innych językach europejskich m.in. angielskim.

## Dyskografia
- Omnis Mundi Creatura (Chrom Records: 2001)  Singel
- Helium Vola (Chrom Records: 2001) Album
- Veni Veni (Chrom Records : 2004) Singel
- Liod (Chrom Records:  2004) Album
- In lichter Farbe steht der Wald (Chrom Records: 2004) Singel
- Fuer Euch, Die Ihr Liebt (Chrom Records: 2009) Album
- Wohin? (Chrom Records: 2013) Album